# Abenilla
Abenilla (en aragonés Abiniella) es una localidad española perteneciente al municipio de Sabiñánigo, en la comarca del Alto Gállego, provincia de Huesca, Aragón.

## Geografía
El despoblado se sitúa en plena montaña, en un pequeño valle formado a partir de los barrancos de Bilas y Linar. Es accesible desde el pueblo de Ordovés por pista forestal. 

## Historia
Destacan en el conjunto Casa Olibán y la ermita de San Chuan, un pequeño edificio del siglo XVII. Celebraba la fiesta el 28 de abril. Era lugar de señorío monástico, documentado desde el año 1035. Adosada al lado norte de la iglesia se encuentra esta interesante torre fuerte de planta cuadrangular y cuatro plantas de 17 metros de altura. Esta torre defensiva que se reutilizó como campanario está prácticamente en ruina.
Al menos durante mitad del siglo XIX, formaba ayuntamiento propio junto con Arasilla y Atós.

## Patrimonio

### Patrimonio religioso

#### Ermita de San Juan
Se trata de un templo construido en el 1904, actualmente en ruinas que se ubica a unos trescientos metros al sur del despoblado, junto al barranco de Las Vilas.
Es un templo de una sola nave de planta rectangular de 8,80x 5,55 construida en mampostería con sillares bien escuadrados en las esquinas, probablemente como refuerzo y anteriormente cubierto con lajas, que cuenta con una puerta de acceso descentrada en el costado meridional, mientras que en una de las ventanas del muro sur se observa una inscripción que data el templo.

## Demografía

### Localidad
Datos demográficos de la localidad de Abenilla desde 1900:
| 73                    | 71 | 61 | 63 | 45 | 37 | 25 | 3 | 3 | 3 | 3 | 0 | 0 |
| (Fuente: IAEST e INE) |    |    |    |    |    |    |   |   |   |   |   |   |

- Datos referidos a la población de derecho.

### Antiguo municipio
Datos demográficos del municipio de Abenilla desde 1842:
| 105           | -- | -- | -- | -- | -- | -- | -- | -- |
| (Fuente: INE) |    |    |    |    |    |    |    |    |

- En el censo de 1842 se denominaba  Arasilla, Abenilla y Atós.
- Entre el censo de 1857 y el anterior, este municipio desaparece porque se integra en el municipio de Jabarrella.
- Datos referidos a la población de derecho, excepto en los censos de 1857 y 1860 que se refieren a la población de hecho.